# Relations entre l'Albanie et l'Afrique du Sud
Les relations entre l'Albanie et l'Afrique du Sud se réfèrent aux relations diplomatiques officielles entre la République d'Albanie et l'Afrique du Sud, établies en 1992. Cela s'est produit après la période communiste et les premières élections multipartites (en) en Albanie, ainsi qu'à la fin de l'apartheid sous la présidence de Frederik de Klerk en Afrique du Sud.

## Histoire

### Préalable à l'établissement de relations diplomatiques
En 1979, la famille royale albanaise (maison Zogu), exilée en Espagne et dirigée par Leka Zogu Skander (couronné comme Leka d'Albanie à l'Hôtel Bristol de Benidorm, en Espagne), a dû quitter le pays qui les avait accueillis depuis 1961. Cette expulsion a été provoquée par une perquisition dans leur résidence de Pozuelo de Alarcón, surnommée par la presse people espagnole « Nuestra Señora de Guadalupe », où une grande quantité d'armes de guerre a été découverte.
Après des négociations avec le ministère des Affaires étrangères espagnol et avec le soutien de la maison royale espagnole de Juan Carlos Ier de Bourbon, qui connaissait personnellement Leka avant de devenir roi d'Espagne, il a été permis à la famille royale albanaise de quitter le pays par voie aérienne, en direction du Gabon. Le président El Hadj Omar Bongo Ondimba leur avait promis sa protection. Cependant, l'avion gabonais n'est jamais arrivé. Après une nouvelle intervention de la Maison royale espagnole, le gouvernement d'Adolfo Suárez a affrété un avion de la compagnie Spantax, qui a conduit la famille à Libreville, au Liberia.
Une fois atterri, les autorités libériennes ont exigé le paiement anticipé de 35 millions de pesetas pour permettre à la famille de débarquer. La diplomatie espagnole est intervenue et, après un jour passé sur la piste de l'aéroport de Libreville, l'avion de Spantax a finalement décollé le 3 février 1979 en direction de la Rhodésie du Sud. Là-bas, Ian Douglas Smith avait accepté d'accueillir ces passagers singuliers.
En 1980, la transformation de la Rhodésie en Zimbabwe et l'arrivée au pouvoir du futur dictateur Robert Mugabe ne présageaient rien de bon pour la Maison de Zogu. La famille royale albanaise a dû déménager une fois de plus, s'établissant cette fois en Afrique du Sud. Elle y a été accueillie avec le statut de diplomates et une résidence officielle à Johannesburg.
Cette situation n'a pas favorisé les relations entre l'Albanie communiste et l'Afrique du Sud de l'apartheid, car on considérait que Leka menait des actions subversives contre le gouvernement albanais dans le but de restaurer la monarchie dans le pays. En effet, après l'attaque d'une milice d'exilés sur la côte albanaise le 26 septembre 1982, ces groupes ont été qualifiés par les agences d'information de milices monarchistes sous les ordres directs du roi.
La même année, en 1982, naît le fils unique de Leka, Leka Anwar Zog Prie Baudouin Msiziwe Zogué. Actuel chef de la maison Zogu depuis le 30 novembre 2011 et prétendant au trône albanais, il s'est engagé à ne pas mener d'actions subversives et travaille aujourd'hui au ministère de l'Intérieur albanais.

## Échanges commerciaux
Les exportations de l'Albanie vers l'Afrique du Sud s'élèvent à environ 1,5 million de dollars américains, les produits de maroquinerie et de chaussure étant les principaux articles exportés. D'autre part, les exportations de l'Afrique du Sud vers l'Albanie dépassent 40 millions de dollars, les ferroalliages représentant la majeure partie des produits exportés. Ces échanges commerciaux reflètent bien les domaines d'expertise industrielle des deux pays.